# Бортко, Владимир Владимирович (старший)
Владимир Владимирович Бортко — старший (27 сентября 1924, Курск — 12 марта 1983, Москва) — советский театральный режиссер; заслуженный деятель искусств УССР (1968). Участник Великой Отечественной войны.
Отец кинорежиссера, сценариста, киноактёра, народного артиста Российской Федерации Владимира Бортко — младшего.

## Биографические сведения
В 1949 году окончил Институт театрального искусства в Москве.
В 1949—1957 годах работал в драматическом театре на Малой Бронной в Москве.
В 1957—1964 годах работал в драматическом театре имени Николая Гоголя в Москве.
В 1964—1971 годах возглавлял Одесский академический русский драматический театр.
В 1971—1983 годах работал в театрах Волгограда и Курска.
Осуществил отдельные постановки в театрах Киева, Львова, Польши.
Член КПСС с 1946 года.
Награждён орденом Красной Звезды и медалями.
Скончался 12 марта 1983 года на 59-м году жизни. Похоронен на Головинском кладбище Москвы.

## Постановки

### Московский драматический театр(1949- 1957)
- 1950 — «Сильные духом» Д. Н. Медведева и А. Б. Гребнева
- 1951 — «Назар Стодоля» Т.Г. Шевченко
- 1953 — «Двенадцатая ночь, или Что угодно» У. Шекспира
- 1953 — «Не называя фамилий» В. Минко
- 195? — «Повесть о счастье» В. Струева и Г. Синельникова
- 1955 — «Грач, птица весенняя» С. Мстиславского (совм. с С. А. Майоровым)

### Московский драматический театр имени Н. В. Гоголя(1957-1964)
- 1959 — «Свидания у черемухи» А. Ларева и А. Успенского
- 1961 — «Красные дьяволята» П. Бляхина
- «Случайные встречи» Р. Назарова (совм. с П.П. Васильевым)
- «Сердца трех» (Звезды не гаснут) Р. Назарова

### Волгоградский театр драмы имени Горького(1969-1977)
1969--- "Не стреляйте в белых лебедей" Борис Васильев. Сценография Мурзин МВ
1976--- "Таблетка под язык" А. Макаенка. Сценография Мурзин МВ
1977--- "Час пик" Е. Стравинского. Сценография Мурзин МВ
1978--- "Рождество в доме синьора Купьелло" Э. де Филиппо. Сценография Мурзин МВ

### Курский государственный драматический театр имени А. С. Пушкина(1976-1982)
- 1976 — «Таблетку под язык» А. Макаенка, (премьера - 19.12.1976)
- 1977 — «Полк идет» М. Шолохова, (премьера - 31.10.1977)
- 1977 — «Бунт» А. Шагиняна, (премьера - 17.12.1977)
- 1977 — «Самая счастливая» Э. Володарского
- 1977 — «Час пик» Е. Ставинского
- 1978 — «Превышение власти» В. Черных, (премьера - 20.10.1978)
- 1978 — «Кошка, которая гуляла сама по себе» Р. Киплинга, (премьера - 3.12.1978)
- 1978 — «Рождество в доме синьора Купьелло» Э. де Филиппо, (премьера - 22.12.1978)
- 1979 — «Дачный роман» В. Константинова, Б. Рацера, (премьера - 10.01.1979)
- 1979 — «Фаворит» Д. Ийеша, (премьера - 8.06.1979)
- 1979 — «Утиная охота» А. Вампилова, (премьера - 1.11.1979)
- 1980 — «Синие кони на красной траве» М. Шатрова, (премьера - 1.03.1980)
- 1980 — «Мамаша Кураж и ее дети» Б. Брехта
- 1981 — «Присядем перед дорогой» Ю. Черных
- 1981 — «Дядя Ваня» А.П. Чехова, (премьера - 31.10.1981)
- 1981 — «Стихийное бедствие» В. Константинова, Б. Рацера, (премьера - 14.11.1981)
- 1982 — «Прости меня» В. Астафьева, (премьера - 29.01.1982)

### Одесский академический русский драматический театр(1964-1971)
- 1964 — «104 страницы про любовь» Э. Радзинского
- 1964 — «Рождество в доме сеньора Купьелло» Э. де Филиппо»
- «Вдовец» А. Штейна,
- 1964 — «В день свадьбы» В. Розова
- 1965 — «Дон Кихот идет в бой» В. Коростылева
- 1968 — «Бег» М.А. Булгакова
- 1969 — «Всего тринадцать месяцев» Ю. Дынова
- 1970 — «Память сердца» А.Е. Корнейчука

### Украинский драматический театр имени Марии Заньковецкой
- 1967 — «Когда мертвые оживают» И. Рачады, (премьера-25.02.1967)

## Семья
Жена — Мария Федотовна Захаренко (Корнейчук; 1921—2016), актриса киевского театра им. И. Франко.
Сын — Владимир Бортко (род. 1946), кинорежиссёр и политик.